# Daniel Kazimierz Cieszkowski
Daniel Kazimierz Cieszkowski herbu Dołęga (zm. przed 18 lutego 1745 roku) – podkomorzy włodzimierski w latach 1740–1743, chorąży czernihowski w latach 1718–1740, podczaszy czernihowski w latach 1707–1718.
Był posłem województwa czernihowskiego na sejm 1720 roku i sejm nadzwyczajny 1733 roku.